# 811

## Nașteri
- dată necunoscută: Vasile I Macedoneanul  (d. 886)

## Decese
- 26 iulie: Nicefor I Genikos  (n. 750)